# 888 Holdings
Unet Networks é uma empresa que opera em sites de jogos e apostas on-line. 888 Holdings incorpora e opera de acordo com as leis de Gibraltar. Ela faz parte de um grupo de empresas fundada em 1997. Os irmãos Avi e Aaron Shaked possuem aproximadamente 70% da empresa e os irmãos Sahay e Ron Ben-Yitzhak controlam aproximadamente 25%. Os funcionários da empresa detêm o restante das ações da empresa.
Desde 2004, o Grupo 888.com é o principal patrocinador do clube de futebol inglês Middlesbrough; recentemente o grupo da 888.com se tornou o principal patrocinador do Sevilla Fútbol Club da Espanha. Em 2006, o grupo 888.com se tornou o principal patrocinador do campeonato mundial de sinuca.
A empresa opera de acordo com licença em jogos on-line concedida pelo Governo de Gibraltar. De acordo com os termos da licença da Cassava e opera uma variedade de sites de jogos on-line, incluindo:

## Marcas

### Unet Networks
888.com é o mais renomado site da 888. Foi lançado na Internet em Novembro de 1997 incluindo nesta marca os sites em capsula do Casino-on-Net e Pacific Poker. Mesmo não havendo jogos próprios, 888 também é conhecido como o "maior site de cassino da internet".

### 888casino
888casino, anteriormente conhecido como Casino-on-net, é uma das marcas do cassino on-line da 888. Foi lançado em maio de 1997 e manejado por mais de 13 milhões de pessoas. O site oferece a maioria dos jogos de cassino tradicionais, incluindo:caça-níqueis, blackjack (21), bacará, roleta, pôquer e videopôquer. O Casino-on-Net também oferece uma versão para jogos grátis.

### 888poker
888poker, anteriormente conhecido como Pacific Poker, é uma das empresas do grupo 888 on-line. Foi criada em Julho de 2002 focada exclusivamente as variações do poker e outros jogos de cartas. As formas tradicionais como Texas Holdem, Omaha, and Sete cartas.Como Casino-on-Net, a Pacific Poker oferece versão para jogar grátis para aqueles que não querem arriscar por dinheiro vivo. O Pacific Poker é compatível com o Windows da Microsoft e Apple da Macintosh. Os jogadores podem escolher em jogar fazendo o download do programa ou na versão sem baixar o programa do jogo on-line.

### 888sport
888sport foi lançado em 2008, e oferece apostas desportivas on-line, predominantemente nos mercados europeus.